# Pocrnje
Pocrnje (cyr. Поцрње) – wieś w Bośni i Hercegowinie, w Republice Serbskiej, w gminie Ljubinje. W 2013 roku liczyła 9 mieszkańców.